# Agatha Alewijn
Agatha Alewijn (Amsterdam, 3 mei 1721 - aldaar, 8 december 1801) was een telg uit een Amsterdams koopliedengeslacht en later -als douairière De Smeth- vrouwe van enkele heerlijkheden in Brabant en Holland.
Agatha Alewijn huwde in 1749 met de voorname Amsterdamse koopman Theodorus de Smeth. Met hem kreeg ze twee zonen, Pieter en Dirck, en een dochter, Bregje Agatha. Alewijn volgde haar man na diens dood in 1772 op als vrouwe van Deurne, Liessel en Alphen en Rietveld. In die functie had zij grote invloed op het lokale bestuur daar, en bezat ze onder meer het Groot Kasteel in Deurne. Later wist ze ook het Klein Kasteel weer te verwerven, dat eerder uit handen van de respectievelijke heren was geraakt.
Agatha stierf in 1801 en werd bijgezet in de familiegrafkapel in Alphen aan den Rijn. Daar werd ze als ambachtsvrouwe opgevolgd door haar zoon Pieter baron de Smeth, in Deurne en Liessel door haar kleinzoon Theodorus baron de Smeth.

## Trivia
- Na Josina de Mol en Margreta van Wittenhorst was zij de derde regerende vrouwe in de geschiedenis van Deurne.